# Stenodynerus beameri
Stenodynerus beameri är en stekelart som beskrevs av Richard Mitchell Bohart 1948. Stenodynerus beameri ingår i släktet smalgetingar, och familjen Eumenidae. Inga underarter finns listade i Catalogue of Life.